# ريكي (علاج الطاقة)
ريكي (霊気، ‏(تُلفظ بالإنجليزية: ‎/ˈreɪki:/‏)) هي ممارسة روحانية طورها الياباني البوذي ميكاو أوسوي في 1922، ثم استمر بها معلمون آخرون بتعليمها وتكييفها. وتستخدم الريكي تقنية تسمى الشفاء بالكف أو (بالإنجليزية: palm healing) كشكل من أشكال الطب البديل والتكاملي وأحيانا تصنفها بعض الهيئات المهنية بالطب الشرقي. من خلال استخدام هذه التقنية فإن الممارسين يقومون بنقل طاقة الشفاء أو طاقة كي عن طريق الراحتين.
هناك فرعان رئيسيان للريكي، يعرفان باسم الريكي الياباني التقليدي والريكي الغربي. ضمن كلا الفرعين (الغربي والتقليدي) يتفرع منهما ثلاثة أشكال متفاوتة، وتعرف بالدرجة الأولى والثانية ودرجة الماستر/المعلم. وفقا لممارسي الريكي والماسترز أو المعلمين ففي الدرجة الأولى يكون ممارس الريكي قادراً على شفاء نفسه والآخرين، وفي الدرجة الثانية يكون قادراً على شفاء الآخرين عن بعد (وتسمى الشفاء عن البعد) مع استخدام الرموز المتخصصة، أما على مستوى الماستر/المعلم فيكون قادراً على تعليم وتكييف الآخرين على الريكي.
وخلصت تجارب سريرية منهجية على عينات عشوائية سنة 2008 إلى أن «الأدلة التي أشارت إلى أن الريكي هو العلاج الفعال لأي حالة هي أدلة غير كافية، لذا فأهمية الريكي لا تزال غير مؤكدة».

## التاريخ

### اشتقاق الاسم

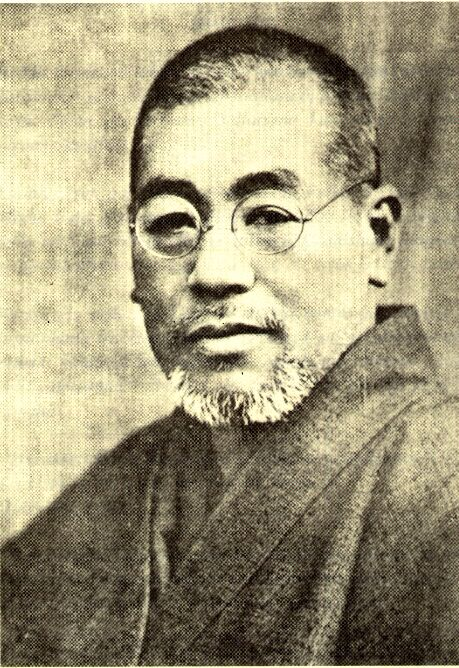
ميكاو أوسوي 臼井甕男 (1865–1926)

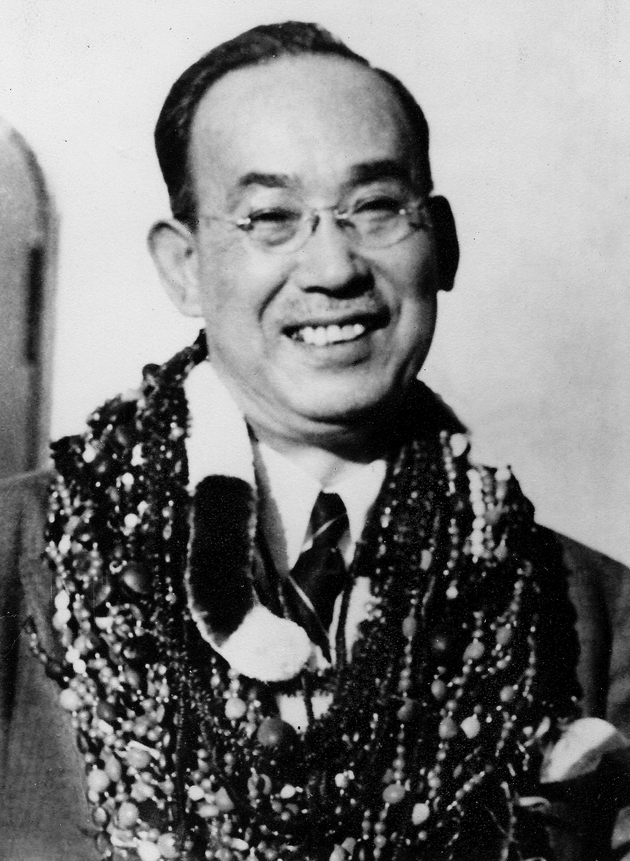
تشوجيرو هاياشي 林 忠次郎 (1880 - 1940)

تعني كلمة ريكي «العلاج الياباني بالطب البديل» ومشتقة من الكلمة اليابانية (霊気، معناها «الجو الغامض» أو وجود معجزة) والتي بدورها أخذت من الصينية «لينكي» (靈氣, «تأثير خارق» أو روح خارقة)، وقيل أنها تسكن في كل الكائنات الحية. ريكي: ري وتعني روح أو روحانية + كي: طاقة حيوية (من الصينية الوسطى على أساس كلمة كي أو تشي).
أول ظهور لكلمة ريكي كان في قوائم OED سنة 1975‏. بدلا من نسخ حرفي المعتاد، ترجم بعض الكتاب الكلمة ترجمة فضفاضة بان الريكي هي «طاقة حياة الكون»، وهو مختلف عن المعنى الياباني.
كلمة ريكي باليابانية تعني «الجو الغامض»، وتكتب إما 霊 気 بشينجيتاي كانجي (أشكال الأحرف الصينية الجديدة) أو レイキ كما في أبجدية مقطعية كاتاكانا (وتستخدم في تدوين الكلمات الأجنبية). وهي كلمة مركبة من ري 霊 ومعناها «خروج الروح أو الشبح أو مقدس أو معجزة أو شيء إلهي» وكي 気 "غاز أو بخار أو الجو المحيط أو الطاقة أو القوة أو نفس الحياة والوعي…"، وتعني كلمة كي (أو تشي بالصينية) في الريكي "الطاقة الروحية أو قوة الحياة".

### البداية
طور ميكاو أوسوي (臼 井 瓮 男) نظام الريكي سنة 1922 عندما كان يؤدي «إسيو جاو»، وهي دورة تمارين البوذية مدتها 21 يوما تجري على جبل كوراما، ولم يكن معروفا بالضبط ماهو المطلوب من أوسوي عمله خلال تلك التمارين، مع انها تحتوي غالبا على التأمل والصوم والترانيم، والصلاة. ويقال أن اوسوي اكتسب خلال الوحي الروحاني المعرفة والقوة الروحية ليطبقها ويكيف الآخرين على ما أسماه الريكي، والتي دخلت جسمه عن طريق شاكرا التاج. ثم انتقل أوسوي إلى طوكيو في أبريل 1922 حيث أسس: أوسوي ريكي رويوهو جاكاي («臼 井 灵气 疗法 学会 وتعني بالماندرين التقليدي: معهد أوسوي للعلاج بطريقة الطاقة الروحية») للاستمرار بمعالجة الناس على اوسع نطاق بالريكي.
وفقا للنقش المكتوب على حجره التذكاري، فقد درس أوسوي نظام الريكي لأكثر من 2000 شخص خلال حياته، وإن 16 من هؤلاء الطلبة قد وصلوا إلى مرحلة شينبدن وهي مرحلة الثالثة أو ماستر ريكي/درجة المعلم، وفي فوكوياما (福山 市) وعندما كان اوسوي يدرس الريكي أصيب بجلطة وتوفي في 9 مارس 1926.

## الممارسة

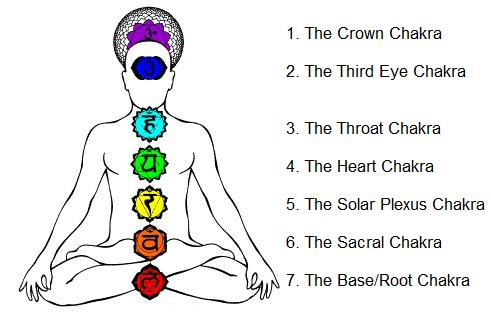
الشاكرات السبع الرئيسية.

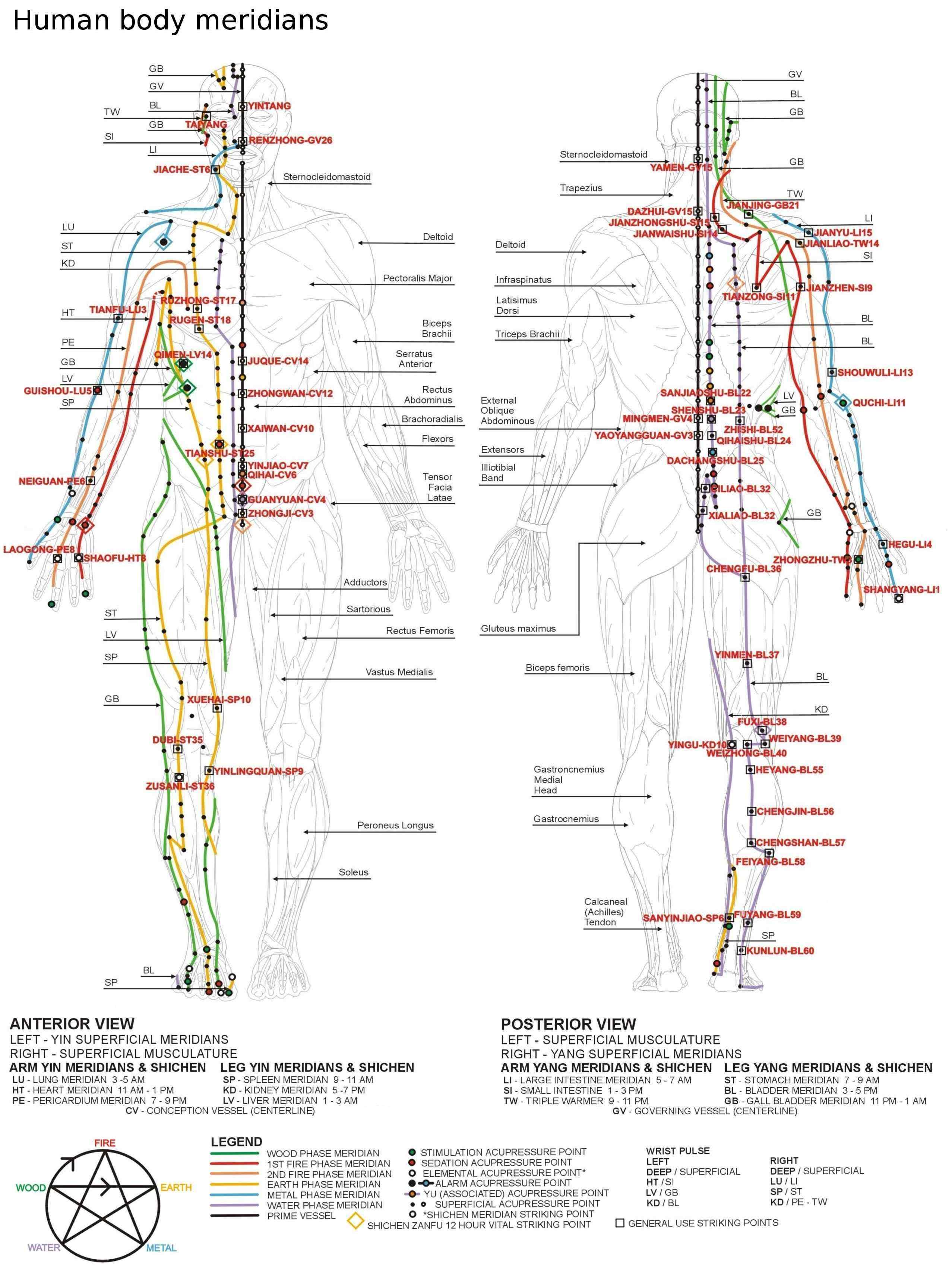
رسم تخطيطي للخطوط الطولية في الجسم البشري.

### العلاج الموضعي

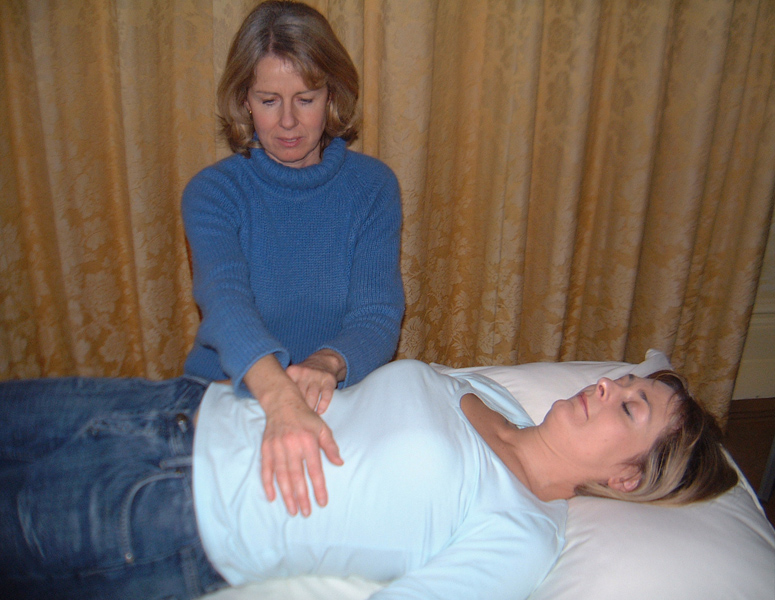
عملية علاج بالريكي.

### التطوير
بعد وفاة أوسوي استلم تلميذه جي يوشيدا رئاسة جاكاي أو المعهد. فقد كان مسؤولاً عن إنشاء وإقامة نصب حجري تذكاري لأوسوي، وضمان المحافظة على موقع القبر. وقد تناوب على رئاسة المعهد العديد من الرؤساء حتى وصلت إلى كوندو الذي استلم المنصب منذ سنة 1998.
قبل وفاة أوسوي، توصل هاياشي تشوجيرو (林 忠 次郎) إلى تطوير شكلا للريكي مختلفاً ومبسطا جداً عن سابقه. فوافق أوسوي على ذلك. بعد وفاة أوسوي ترك هاياشي المعهد وأسس عيادته الخاصة حيث أعطى علاجا بالريكي ودرس وفهم الناس الريكي، وهي العيادة التي خرجت هاوايو تاكاتا -التي نقلت الريكي إلى أمريكا وأوروبا-. وقد بسط هاياشي تعاليم الريكي حيث شدد على الشفاء الجسدي وباستخدام تقنية أكثر تنظيما وبساطة من تقنيات الريكي الأصل.
بعد العديد من جلسات الريكي لمتدربي هاياشي في عيادته لعلاج أمراض كالمغص والربو، بدأ هاياشي بتدريب تاكاتا في استخدام الريكي حتى أضحت ريكي ماستر يوم 21 فبراير 1938. وبعدها عادت تاكاتا إلى موطنها في هاواي وأنشأت فيها عدة عيادات، ثم تنقلت بعد ذلك في جولة حول الولايات المتحدة حيث مارست علاج الريكي وتعليم المستويين الأول والثاني منه للآخرين، ولم تبدا بإعطاء المستوى الثالث حتى 1970، وهي مرحلة اسمتها تاكاتا ريكي ماستر للإشارة إلى مرحلة شينبدن، وقد شددت على أهمية تحصيل الرسوم في علاج الريكي وتعليمه، وحددت سعرا ب 10,000 رمز الدولار (حوالي 6500 إشارة الجنيه أو 7400 علامة اليورو) لنيل ريكي ماستر.
توفيت تاكاتا في 11 ديسمبر 1980، حيث استطاعت تدريب 22 شخص لنيل ريكي ماستر، ويعزى إليها معظم تعاليم الريكي ماستر خارج حدود اليابان.

### المبادئ الخمس
كان أوسوي معجبا بإصلاحات الإمبراطور ميجي (明治天皇 ميجي تينو). فخلال عملية تطوير أسس نظام الريكي، لخص أوسوي بعض أعمال الإمبراطور إلى مجموعة مبادئ أخلاقية حيث اصطلح عليها بعد ذلك اسم مبادئ ريكي الخمسة (五戒 گوكاي، وتعني «الوصايا الخمس» المنقولة من تعاليم البوذية حيث يحظر القتل والسرقة وسوء السلوك الجنسي والكذب والإدمان). وشائع عند معلمي الريكي والممارسين الالتزام بتلك المبادئ أو الأساسيات.
| كانجي 招福の秘法, 萬病の霊薬. 今日丈けは: 怒るな, 心配すな, 感謝して, 業をはけめ, 人に親切に. 朝夕合掌して心に念じ, 口に唱へよ. 心身改善. 臼井霊氣療法. 肇祖, 臼井甕男. | رومدزي Shōfuku no hihō, Manbyō no reiyaku. Kyō dake wa: Okoru na, Shinpai su na, Kansha shite, Gyō wo hakeme, Hito ni shinsetsu ni. Asayū gasshō shite kokoro ni nenji, Kuchi ni tonae yo. Shinshin kaizen. Usui Reiki Ryōhō. Chōso, Usui Mikao. | عربية أسرار فن جلب السعادة، الدواء الشافي لجميع الأمراض. لليوم فقط: لاتغضب، لا تقلق كن ممتنا، اجتهد بالعمل كن مؤدبا مع الناس. اضمم يديك وقلبك صباحا ومساء في التأمل والصلاة. حدد مافي عقلك ولينشد بها لسانك. لتحسين العقل والجسم. أوسوي ريكي ريوهو. المؤسس ميكاو أوسوي. |  |

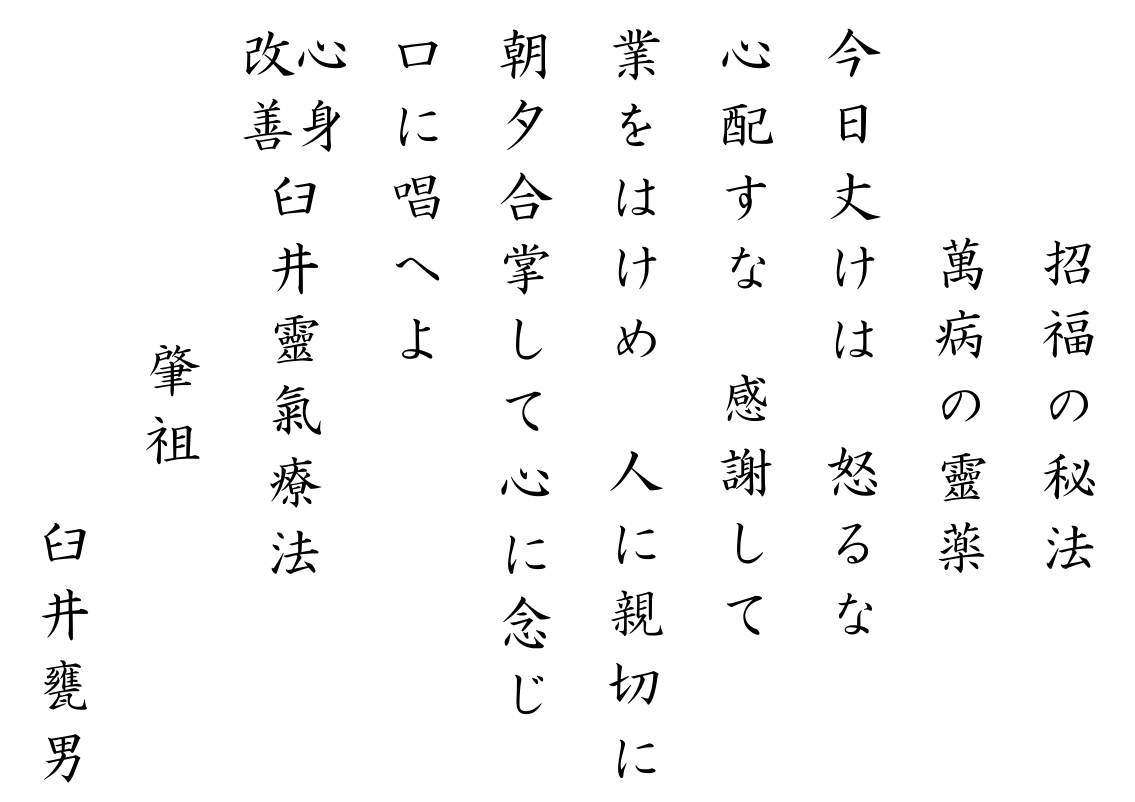
مفاهيم ميكاو أوسوي الخمسة كما وردت في النص كاملا (قراءة الكتابة اليابانية من أعلى إلى أسفل، والانتقال من اليمين إلى اليسار). ملاحظة: تبدأ المفاهيم أو المبادئ الخمس من العمود الثالث من اليمين بعد الفراغ، ثم تستمر في الأعمدة والرابع والخامس يمينا.

### الريكي الياباني التقليدي

ريكي بلغة يابانية شينجتاي.